# Garot (Peudada)
Garot is een bestuurslaag in het regentschap Bireuen van de provincie Atjeh, Indonesië. Garot telt 553 inwoners (volkstelling 2010).